# باغ صدری محمدآباد
باغ صدری محمدآباد مربوط به اواخر دوره قاجار است و در شهرستان تفت، بخش مرکزی، دهستان پیشکوه، روستای محمدآباد، روبروی مسجد اعظم روستا، باغ صدری واقع شده و این اثر در تاریخ ۱۶ دی ۱۳۸۷ با شمارهٔ ثبت ۲۴۴۱۴ به‌عنوان یکی از آثار ملی ایران به ثبت رسیده است.